# Климов, Александр Петрович
Александр Петрович Климов (1914—1979) — советский государственный деятель.

## Биография
Александр Климов родился в 1914 году в деревне Черниченка (ныне — Меленковский район Владимирской области). В 1935 году окончил Высший педагогический институт прикладной экономики и товароведения, после чего находился на преподавательской работе. С 1942 года — на партийных и хозяйственных должностях.
В 1948—1953 годах занимал должность заместителя председателя Центросоюза СССР, затем некоторое время руководил отделом в Министерстве внутренней и внешней торговли СССР. В 1953—1954 годах заместитель министра торговли СССР. С 1954 года и до своего выхода на пенсию руководил Центросоюзом СССР, параллельно также был вице-президентом исполнительного комитета Международного кооперативного альянса. Являлся автором большого количества научных работ и монографий в области потребительской кооперации в СССР.
В 1956—1979 годах кандидат в члены ЦК КПСС, избирался депутатом Верховного Совета СССР 7-9 созывов. В 1978 году вышел на пенсию.
Скончался 7 сентября 1979 года, похоронен на Новодевичьем кладбище Москвы где ему установлено надгробие (скульптор А. Тюренков, архитектор Г. Гаврилов).

## Награды

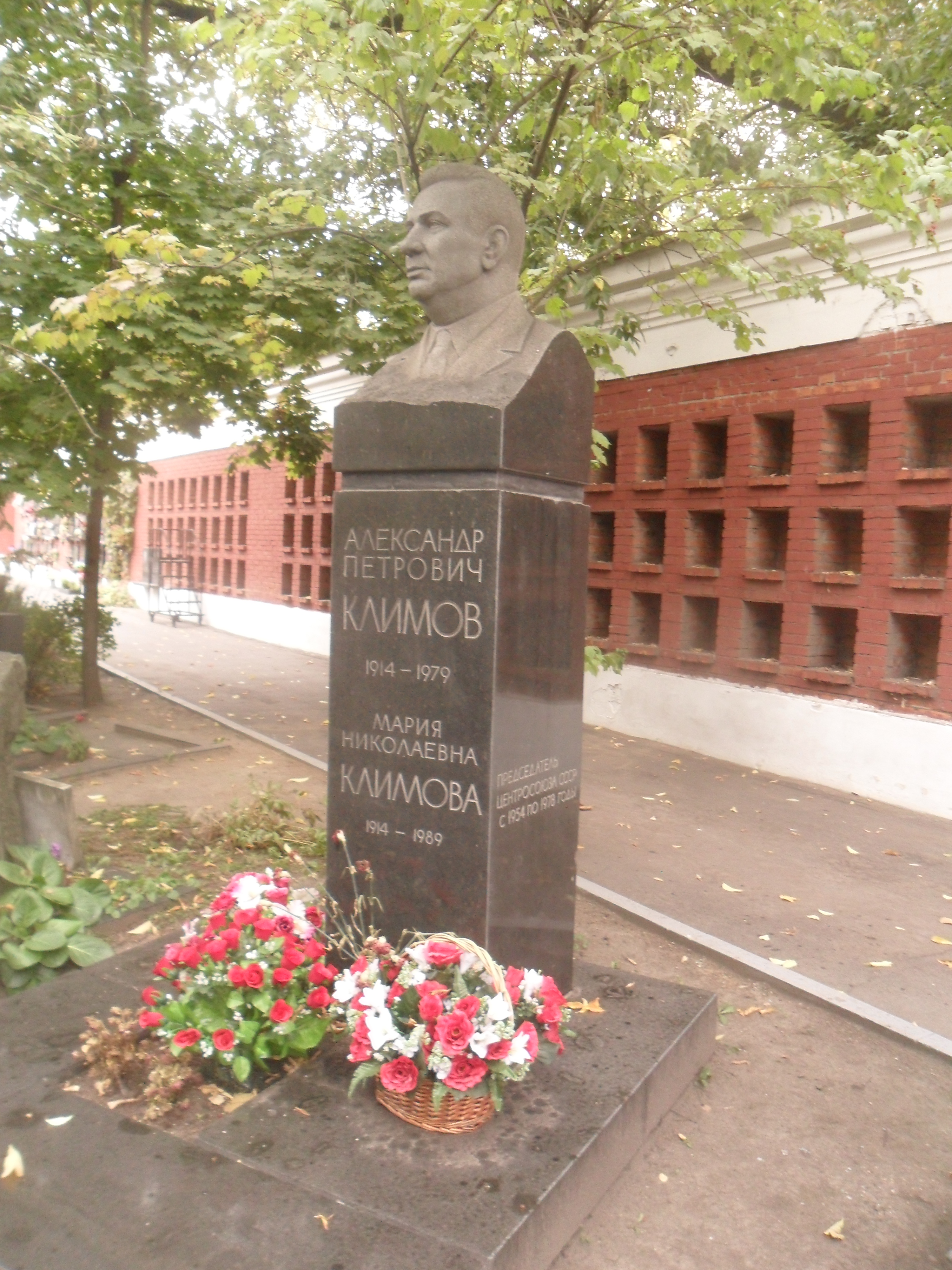
Могила Климова на Новодевичьем кладбище Москвы.

- три ордена Ленина
- Орден Октябрьской революции